# Morris (Alabama)
Morris és una població dels Estats Units a l'estat d'Alabama. Segons el cens del 2000 tenia 1.827 habitants.

## Demografia
Segons el cens del 2000, Morris tenia 1.827 habitants, 662 habitatges, i 548 famílies. La densitat de població era de 232 habitants/km².
Dels 662 habitatges en un 43,5% hi vivien nens de menys de 18 anys, en un 71% hi vivien parelles casades, en un 9,5% dones solteres, i en un 17,1% no eren unitats familiars. En el 15,4% dels habitatges hi vivien persones soles el 5,9% de les quals corresponia a persones de 65 anys o més que vivien soles. El nombre mitjà de persones vivint en cada habitatge era de 2,76 i el nombre mitjà de persones que vivien en cada família era de 3,07.
Per edats la població es repartia de la següent manera: un 28,4% tenia menys de 18 anys, un 8,3% entre 18 i 24, un 32,5% entre 25 i 44, un 22% de 45 a 60 i un 8,9% 65 anys o més.
L'edat mitjana era de 34 anys. Per cada 100 dones hi havia 94,2 homes. Per cada 100 dones de 18 o més anys hi havia 90 homes.
La renda mitjana per habitatge era de 46.296 $ i la renda mitjana per família de 51.314 $. Els homes tenien una renda mitjana de 38.500 $ mentre que les dones 31.224 $. La renda per capita de la població era de 19.924 $. Aproximadament el 0,3% de les famílies i el 0,5% de la població estaven per davall del llindar de pobresa.

## Poblacions properes
El següent diagrama mostra les poblacions més properes.